# Nicholas Lanier
Nicholas Lanier (còn được viết là Laniere) (rửa tội ngày 10 tháng 9 năm 1588 tại Greenwich-24 tháng 2 năm 1666 tại Đông Greenwich) là nhà soạn nhạc người Anh. Ông là người đầu tiên giành được danh hiệu Master of the King's Music trong các năm 1625-1666, một vinh dự dành cho các nhà soạn nhạc xuất sắc. Lanier là một nhà soạn nhạc của cung điện, đồng thời là một người biểu diễn và là một Groom of the Chamber trong dịch vụ của vua Charles I và Charles II. Ngoài tư cách là một nhà soạn nhạc, Lanier còn là một ca sĩ, nghệ sĩ đàn luýt, họa sĩ và họa sĩ vẽ phối cảnh.

## Cuộc đời

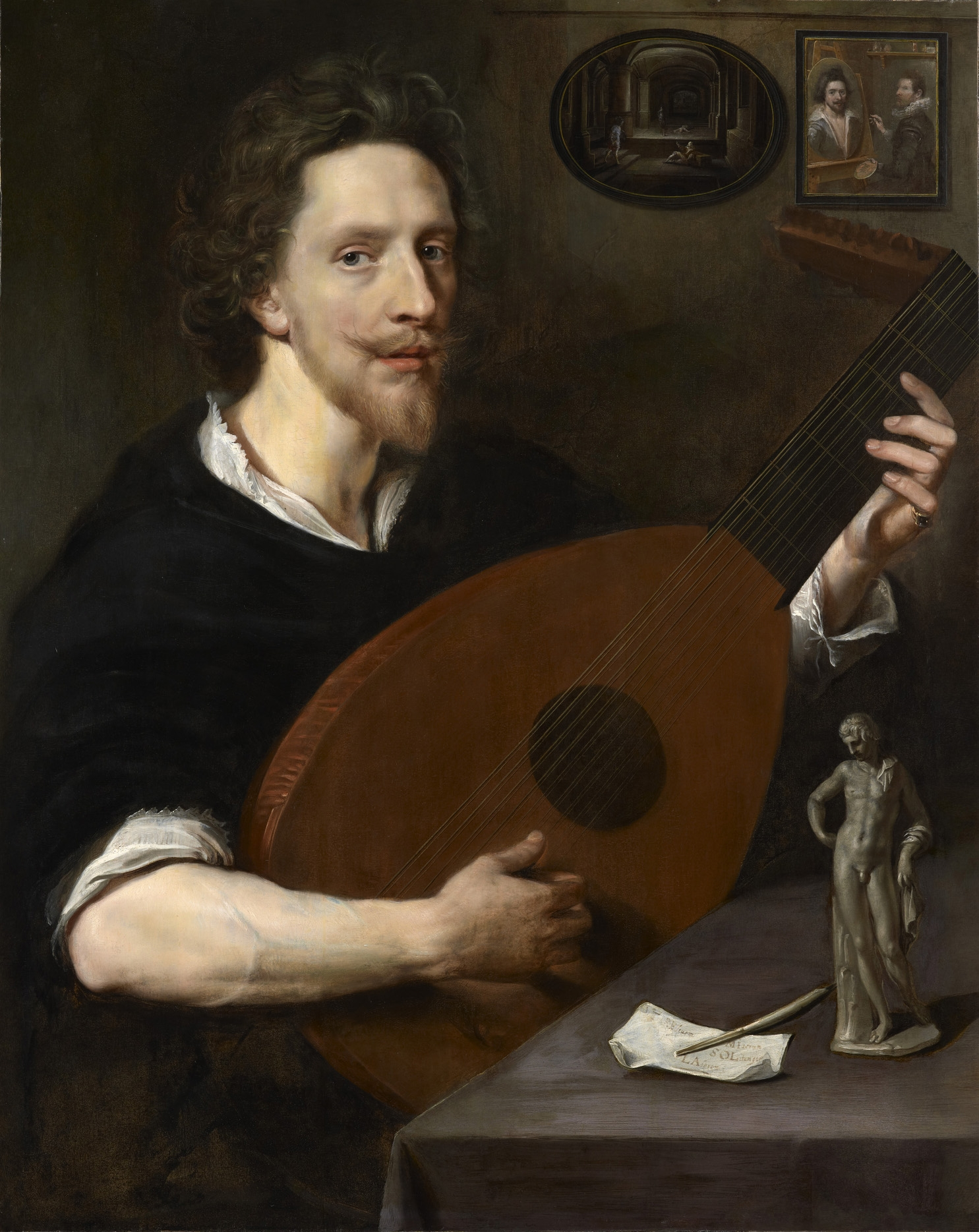
Nicholas Lanier năm 1613, không rõ tác giả, được cất giữ tại Christies.

Nicholas Lanier là hậu duệ của một gia đình gốc Pháp gồm nhiều nhà soạn nhạc. Đó là gia đình Lanière. Điều đặc biệt là không chỉ là dòng họ của các nhà soạn nhạc, họ Lanière còn là dòng họ của những người theo đạo Tin Lành. Cha và ông nội của Nicholas rời nước Pháp để tránh một cuộc đàn áp. Gia đình này định cư tại Anh vào năm 1561.
Nicholas Lanier là con trai của ông John Lanier và là cháu trai của Nicholas Lanier Già. Ông nội Nicholas Già là một nhạc sĩ cung điện, từng phục vụ cho Henri II của Pháp. Còn ông ngoại của Nicholas cũng là một nhạc sĩ hoàng gia khác, Mark Anthony Galliardello.
Nicholas Lanier đã được dạy nhạc bởi người cha John (ông là một người chơi sackbut). Vào năm 1613, Nicholas Lanier có sáng tác một bản masque để tặng cho đám cưới của Robert Carr, Bá tước thứ nhất của Somerset. Tác phẩm này được Lanier sáng tác cùng với Giovanni Coperario cùng với những người khác.
Trong thập niên 1610, Lanier được chỉ định làm nghệ sĩ đàn luýt cho dàn nhạc giao hưởng của vua và làm ca sĩ trong King's Consorte từ năm 1625 đến 1642. Ngoài ra, Lanier cũng chơi viola da gamba. Ông cũng được chỉ định làm chức Groom of the Chamber cho Queen's Privy Chamber từ năm 1639.
Từ năm 1625, Lanier thực hiện một loạt các chuyến thăm đến Ý để để sưu tầm các bức tranh về vua Charles I của Anh, bao gồm một bộ sưu tầm của các Công tước xứ Mantua. Trong những chuyến đi đó, ông được tiếp xúc với âm nhạc của Claudio Monteverdi. Điều này đã khiến cho Lanier là một trong những nhà soạn nhạc Anh đầu tiên giới thiệu độc xướng và hát nói ở Anh.
Năm 1626, Lanier trở thành người đầu tiên nhận danh hiệu Master of the King's Music. Trong khoảng thời gian Khối Cộng đồng Anh hình thành và phát triển, ông có đến Hà Lan, sau đó phải trở về để giải quyết vấn đề thuế vào năm 1660. Khi trở về, ông phục vụ cho vua Charles II của Anh. Trong thời gian đó, ông có phối một số đoạn nhạc cho các cảnh, tiêu biểu là cho bản masque Sự si tình đã tạo nên người đàn ông của Ben Jonson. Ngoài ra, ông còn viết cho Bản masque của các thầy bói của Thomas Campion.
Hiện nay, chỉ có một bức tranh được xác định vẽ bởi Lanier. Đó là một bức chân dung bán thân, được lưu giữ ở Đại học Oxford.

## Các bức chân dung
Ông có một bức chân dung được vẽ bởi họa sĩ người Hà Lan Anthony van Dyck ở Antwerp. Nó được nhắc đến trong Cuốn sách của Cận thần của Baldassare Castiglione. Trong cuốn sách, Castiglione đã dùng một từ tiếng Ý để nói về bức chân dung, sprezzatura. Bức chân dung này hiện tại được trưng bày tại Bảo tàng Kunsthistoriches.
Ngoài ra, còn có hai bức chân dung khác của Lanier.